# Bernhard Gerth
Bernhard Gerth (* 5. April 1844 in Dresden; † 1. Februar 1911 in Leipzig) war ein deutscher Klassischer Philologe und Gymnasialdirektor.

## Leben
Bernhard Gerth, der Sohn des Schuhmachermeisters Christian Friedrich Gerth, besuchte eine Bezirksschule in Dresden und studierte anschließend an einem privaten Lehrerbildungsseminar. Zu Ostern 1862 ging er an die Kreuzschule in Dresden, um die allgemeine Hochschulreife zu erwerben. Nach der Reifeprüfung (1865) ging er an die Universität Leipzig, wo er Klassische Philologie (insbesondere bei Georg Curtius) studierte. Am 5. Dezember 1868 wurde Gerth mit einer Dissertation zu den literarischen Dialekten der griechischen Tragödie zum Dr. phil. promoviert. Am 13. März 1869 bestand Gerth die Lehramtsprüfung. Bereits am 6. April 1869 wurde er (unter Erlassung des Probejahrs) als vierter Lehrer an der Nikolaischule in Leipzig angestellt. Gerth unterrichtete dort insbesondere lateinische und griechische Grammatik in den unteren Klassen, was auch seiner wissenschaftlichen Arbeit zugutekam: Gerth unterstützte seinen akademischen Lehrer Georg Curtius bei der Bearbeitung einer Griechischen Schulgrammatik, die 1873 erschien.
Zur gleichen Zeit plante Gerth eine Forschungsreise im Mittelmeerraum (Italien, Griechenland, Kleinasien), für die er bis Ostern 1874 Urlaub erhielt. Ihn erreichte ein Ruf ans neu gegründete Königliche Gymnasium in Dresden-Neustadt, an das er zu Ostern 1874 als Oberlehrer wechselte. 1878 erhielt er den Professorentitel. Zum 1. Oktober 1889 wechselte er an das Gymnasium in Zwickau, wo er zwei Jahre später zum Rektor ernannt wurde. Zum 1. Oktober 1901 wechselte Gerth als Rektor an das König-Albert-Gymnasium in Leipzig, wo er bis an sein Lebensende wirkte. Ab 1902 beteiligte er sich unter Johannes Ilberg an der Redaktion der Neuen Jahrbücher für das klassische Altertum, Geschichte und deutsche Literatur und für Pädagogik, bei denen er die pädagogische Sektion redigierte. In Anerkennung seiner Verdienste wurde Gerth von der sächsischen Regierung zum Oberstudienrat ernannt.

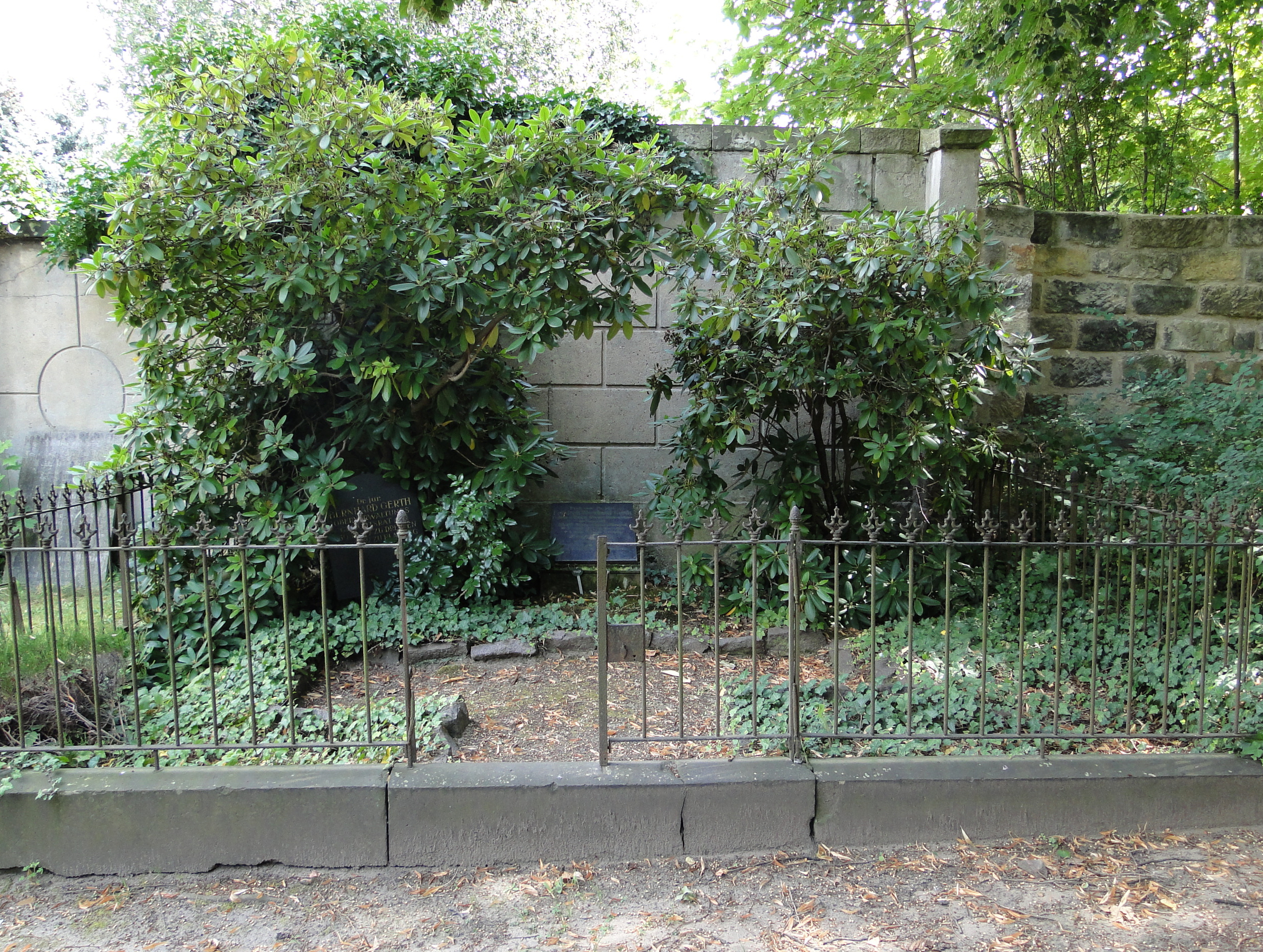
Grab von Bernhard Gerth auf dem Trinitatisfriedhof in Dresden

Seine wissenschaftlichen Studien führte Gerth während seiner gesamten Laufbahn fort. Sein größtes Werk ist die Neubearbeitung der Ausführlichen Grammatik der griechischen Sprache von Raphael Kühner, die er gemeinsam mit Friedrich Blass unternahm. Blass bearbeitete die Laut- und Formenlehre, Gerth die Satzlehre in zwei Teilen. In dieser Bearbeitung (3. Auflage, Hannover 1898–1904) wird das als „Kühner-Gerth“ bekannte Werk bis heute benutzt. Es stellt als rein deskriptive Grammatik eine einzigartige Materialsammlung für die Syntax der griechischen Sprache dar. Gerth verstarb 1911 in Leipzig und wurde auf dem Trinitatisfriedhof in Dresden beigesetzt.

## Schriften (Auswahl)
- Quaestiones de Graecae tragoediae dialecto. Leipzig 1868 (Dissertation)
- Grammatisch-Kritisches zur griechischen Moduslehre. Dresden 1878 (Schulprogramm)
- Neubearbeitung: Ausführliche Grammatik der griechischen Sprache von Dr. Raphael Kühner. Zweiter Teil: Satzlehre. 3. Auflage in 2 Bänden, Hannover 1898–1904